# 슈미트큰귀박쥐
슈미트큰귀박쥐(Micronycteris schmidtorum)는 주걱박쥐과(신세계잎코박쥐류)에 속하는 박쥐의 일종이다. 남아메리카와 중앙아메리카에서 발견된다.

## 특징
작은 박쥐로 몸통 길이가 47~54mm이고 전완장은 34~58mm, 꼬리 길이는 12~16mm이다. 발 길이는 9~11mm, 귀 길이는 14~20mm이고 몸무게는 최대 8g이다. 길고 보슬보슬한 털이 나 있다. 등 쪽 털은 밝은 갈색이지만 배 쪽은 희거나 밝은 회색이다. 주둥이는 짧고 잎코는 잘 발달한 피핌형이다. 핵형은 2n=38, FNa=66이다.

## 생태
나무 구멍 속에 작은 무리를 지어 생활한다. 먹이는 나방과 같은 곤충이다.

## 분포 및 서식지
멕시코 치아파스주 동부와 유카탄반도 남부 지역부터 벨리즈와 과테말라, 온두라스, 엘살바도르, 니카라과, 파나마, 코스타리카, 콜롬비아 북부, 베네수엘라 중부, 가이아나, 수리남, 프랑스령 기아나를 거쳐 브라질 파라주, 페르남부쿠주, 바이아주, 미나스제라이스주, 토칸칭스주까지 널리 분포한다. 상록수림과 가시 숲, 습지, 목초지, 과수원에서 서식한다.